# Orthotypographie
 (août 2012).
Si vous disposez d'ouvrages ou d'articles de référence ou si vous connaissez des sites web de qualité traitant du thème abordé ici, merci de compléter l'article en donnant les références utiles à sa vérifiabilité et en les liant à la section « Notes et références ».
 (février 2024).
L’orthotypographie est l’ensemble des règles qui permettent d’écrire de façon correcte, selon une norme établie, à l’aide de types (caractères)[Information douteuse]. C’est donc l’ensemble des règles de l’orthographe des mots et des règles typographiques (utilisation des majuscules et des minuscules, des espacements, de la ponctuation, de l’italique, etc.).
Le terme semble apparaître en 1608 et désigne alors un document destiné aux correcteurs ou à ceux qui veulent publier des écrits, au moyen de caractères d'imprimerie[Passage contradictoire (Défini comme un acte dans la section Travaux de Jean Méron)].
Pour Jean Méron, le terme exclut donc toute référence à la rédaction manuscrite. La notion est reprise par la linguiste Nina Catach (« orthographe typographique »)[pas clair], qui s’intéresse également à la ponctuation comme à ce qu’elle nomme « la mise en page ». Jean-Pierre Lacroux revendique le mot orthotypographie en tant que mot-valise avec un sens distinct de celui évoqué par Méron : tout ce qui concerne « l’armada des prescriptions à la fois orthographiques et typographiques ; par exemple, celles qui concernent l’écriture des titres d’œuvres ».
De fait, le terme correspond à une intersection (nécessairement) floue entre orthographe et typographie[réf. nécessaire]. Distincte des « marches typographiques » propres à une publication, un éditeur, une collection, etc. — et qui ont chacune leur particularité —, l’orthotypographie répondrait au besoin de repères des rédacteurs-composeurs-éditeurs (souvent auto-imprimeurs) d’aujourd’hui. Après cinq siècles de composition typographique et un demi-siècle seulement de photocomposition, le développement des outils bureautiques (matériels et logiciels) ainsi que de l’impression personnelle contribue à faire émerger dans le public le besoin de connaître les règles de présentation de documents structurés[style à revoir].
L’orthotypographie se distingue donc du simple respect des normes orthographiques et grammaticales, communes à l’ensemble des productions écrites, y compris des productions courantes. Son but est d’appliquer des normes ortho- et typo-graphiques applicables à l’édition « composée »[pas clair] qui participent à la compréhension visuelle d’un texte structuré, qu’il s’agisse d’impression sur papier ou de mise en ligne.